# O Bisnau
O Bisnau foi um jornal humorístico que se publicou semanalmente em Lisboa em 1983 e 1984, por iniciativa do grupo Projornal, proprietário entre outros, de O Jornal.
Dirigido por Afonso Praça teve como coordenador António Rolo Duarte. A redacção e o núcleo de colaboradores regulares incluiam António Serer, Carlos Barradas, Álvaro Patrício, Fernando Assis Pacheco, Gonsalves Preto, Henrique Monteiro, Júlio Pinto, José Alberto Braga, Tóssan, Raul Solnado,  Artur Couto e Santos e Viriato Teles.
Nas páginas de O Bisnau publicou Fernando Assis Pacheco, sob o pseudónimo de William Faukingway, o folhetim Bronco Angel, o cow-boy analfabeto, inspirado na figura do então ministro Ângelo Correia e editado em livro em 2015 pela Editora Tinta da China.